# Østrig ved sommer-OL 2016
Østrig deltog ved Sommer-OL 2016 i Rio de Janeiro som blev arrangeret i perioden 5. august til 21. august 2016.

## Medaljer
| 2016 Rio de Janeiro | Guld | Sølv | Bronze | Total |
| Østrig              | 0    | 0    | 1      | 1     |

### Medaljevindere
| Medalje | Navn                     | Sport     | Event    | Dato       |
| ------- | ------------------------ | --------- | -------- | ---------- |
| Bronze  | Thomas Zajac Tanja Frank | Sejlsport | Nacra 17 | 16. august |